# Анатомия революции
«Анатомия революции» (англ. The Anatomy of Revolution) — книга Крейна Бринтона, опубликованная в 1938 году, излагающая «закономерности» и обобщающая опыт четырёх основных политических революций: английской 1640-х, американской, французской и русской 1917 года. Бринтон отмечает, что революции прошли жизненный цикл от «старого порядка» к умеренному режиму, к радикальному режиму, к термидорианскому перевороту. Книга называлась «классикой», «знаменитой» и «водоразделом в изучении революции», а также оказала достаточное влияние на дачу совета президенту США Джимми Картеру его советником по национальной безопасности Збигневым Бжезинским во время исламской революции в Иране.
Впервые книга опубликована в 1938 году, пересмотренные издания также выходили в 1952, 1965 годах и всё ещё издаётся.
В этой своей работе Бринтон обобщает революционный процесс как переход от «финансового упадка организации недовольных как средству устранения этого упадка… революционные требования со стороны этих организованных недовольных; требования, которые если бы были удовлетворены, то означали бы виртуальное снятие власти с правительства; попытки применения силы со стороны правительства, неудача этих попыток и приход к власти революционерами. Эти революционеры действуют в качестве организованной и почти единогласной группы, но с приходом их к власти становится очевидным, что они разобщены. Группа, доминирующая на первых из этих этапов, называется умеренной… власть переходит путём насильственных… методов от правых к левым» (стр. 253).

## Предмет книги
По идеям  Бринтона мы не должны ожидать, что наши революции будут идентичными (стр. 226), три из четырёх (Английская, Французская и Русская) начались «в надежде и умеренности», достигнув «кризиса во власти террора», и закончившись «чем-то вроде диктатуры — Кромвель, Наполеон, Сталин». Исключением стала Американская революция, которая «не пошла по этому шаблону». (стр. 24).

### Стадии революционного процесса
Бринтон выделил следующие стадии революций:
1. период, непосредственно связанный с падением старого режима,
2. период власти умеренных,
3. террор
4. термидор.

Эти категории вошли в лексикон специалистов и, с некоторыми модификациями, — используются для описания более широкого круга революций (в том числе и таких явлений, как «революции сверху» и прерванные революции, исследованием которых Бринтон не занимался).

### Падение старого режима
Революции начинаются с проблем, которые возникают у дореволюционного режима. К ним относятся такие проблемы, как «дефицит государственного бюджета, увеличение больше чем обычно жалоб на чрезмерное налогообложение, заметное предпочтение правительством одних экономических интересов перед другими, административные запреты и общая путаница». Есть также и социальные проблемы, такие как возникающее у некоторых людей чувство, что карьера «закрыта для проявления их талантов», что экономическая власть отделена от политической власти и социального положения. Присутствует "потеря уверенности в себе среди многих представителей правящего класса, «многие представители этого класса приходят к убеждению, что их привилегии несправедливы или вредны для общества.» (стр. 65) «Интеллектуалы» отказывают правительству в своей преданности.(стр. 251) Короче говоря, «правящий класс становится политически некомпетентным.» (стр. 252)
Финансовые проблемы также играют важную роль, так «три из четырех исследуемых революций начались среди людей, которые возражали против чрезмерных налогов, организовав протест против них …. даже в России в 1917 г. финансовые проблемы были реальными и важными». (стр. 78)
Враги и сторонники революций не согласны между собой по поводу того, несут ли ответственность за падение старого режима коррупция и тирания или участие и действия революционеров. Бринтон утверждает, что справедливо и то, и другое, так как для того, чтобы добиться успеха необходимы как подходящие обстоятельства, так и активная агитация. (стр. 85-6)

## Ограничения теории
1. Бринтон признает, что "революция - одно из самых расплывчатых слов". Всегда ли революция должна быть насильственной? может ли это произойти по обоюдному согласию, как на всеобщих выборах 1945 года в Великобритании? Он не уверен. Он предполагает, что США - это "стабильное общество посреди обществ, претерпевающих революционные изменения" ... "США выглядят как стабильное общество, в котором настоящая революция крайне маловероятна".
2. Это оспаривалось, тогда и позже, среди прочих; Мюрреем Фридманом, Ли Эдвардсом, Полом Крейгом Робертсом, Бернардом Стерншером, Марио Энауди, Карлом Н. Деглером, который писал о гражданской войне в США как о "Второй американской революции" и о Великой депрессии как о третьей революции.
3. Бринтон утверждает, что "Великая русская революция полностью завершена". Кроме того, "революции" в конце возвращение к равновесию...стабильное российское общество должно, наконец, появиться...не посреди вечного кошмара...в 1960-е годы, похоже, наступало изобилие". Как и большинство, он не смог заметить внутренних противоречий, которые привели к распаду СССР всего 25 лет спустя.
4. Бринтон назвал свою книгу "систематизирующей работой, все еще находящейся в зачаточном состоянии". Существовала "необходимость в более тщательном рассмотрении связанных с этим проблем ..., более широкие единообразия будут ... когда-нибудь появятся в результате более полных исследований".
5. Он признал отсутствие объективности; "Абсолютная отстраненность - это полярная область, непригодная для человеческой жизни". Широко признано, что политические системы не всегда могут стабильно развиваться (Ибн Халдуна Джошуа С. Голдштейна; Пола Кеннеди; Уильяма Ширера и Сакву).